# Folyás
Folyás is een plaats (község) en gemeente in het Hongaarse comitaat Hajdú-Bihar. Folyás telt 405 inwoners (2001).